# Lysiana casuarinae
Lysiana casuarinae là một loài thực vật có hoa trong họ Loranthaceae. Loài này được (Miq.) Tiegh. mô tả khoa học đầu tiên năm 1894.